# Balsaminol B
Balsaminol B o 7β-methoxycucurbita-5,24-diene-3β,23(R),29-triol,    es un compuesto químico con la fórmula C31H52O4,  que se encuentra en Momordica balsamina. Es un cucurbitane tipo triterpenoides, relacionado con cucurbitacina, aislado por C. Ramalhete y otros en 2009.
Balsaminol B es un polvo amorfo soluble en metanol y acetato de etilo pero insoluble en n-hexano. Es citotóxica en alrededor de 50 μM.